# Álex Granell
Alejandro Granell Nogué (Gerona, 2 agosto 1988) è un calciatore spagnolo, centrocampista del Bolívar.

## Caratteristiche tecniche
È un centrocampista centrale.

## Carriera

### Club
È cresciuto nelle giovanili del Girona.
Il 19 agosto 2017 ha debuttato nella Liga con il Girona in un match pareggiato 2-2 contro l'Atlético Madrid.

### Nazionale
Nel 2019 ha giocato una partita con la selezione catalana.

## Statistiche

### Presenze e reti nei club
Statistiche aggiornate al 7 luglio 2017.
| Stagione        | Squadra         | Campionato      | Campionato | Campionato | Coppe nazionali | Coppe nazionali | Coppe nazionali | Coppe continentali | Coppe continentali | Coppe continentali | Altre coppe | Altre coppe | Altre coppe | Totale | Totale | Totale |
| Stagione        | Squadra         | Comp            | Pres       | Reti       | Comp            | Pres            | Reti            | Comp               | Pres               | Reti               | Comp        | Pres        | Reti        | Pres   | Reti   |        |
| --------------- | --------------- | --------------- | ---------- | ---------- | --------------- | --------------- | --------------- | ------------------ | ------------------ | ------------------ | ----------- | ----------- | ----------- | ------ | ------ | ------ |
| 2006-2007       | Farners         | TD              | 29         | 3          | CR              | 0               | 0               |                    | -                  | -                  |             | -           | -           | 29     | 3      |        |
| 2007-2008       | Palafrugell     | TD              | 27         | 0          | CR              | 0               | 0               |                    | -                  | -                  |             | -           | -           | 27     | 0      |        |
| 2008-2009       | Banyoles        | TD              | 34         | 4          | CR              | 0               | 0               |                    | -                  | -                  |             | -           | -           | 34     | 4      |        |
| 2009-2010       | Manlleu         | TD              | 36         | 6          | CR              | 0               | 0               |                    | -                  | -                  |             | -           | -           | 36     | 6      |        |
| 2010-2011       | Llagostera      | TD              | 34         | 3          | CR              | 0               | 0               |                    | -                  | -                  |             | -           | -           | 34     | 3      |        |
| 2011-2012       | Olot            | TD              | 34         | 9          | CR              | 0               | 0               |                    | -                  | -                  |             | -           | -           | 34     | 9      |        |
| 2012-gen. 2013  | Llagostera      | SB              | 12         | 0          | CR              | 4               | 0               |                    | -                  | -                  |             | -           | -           | 16     | 0      |        |
| Totale carriera | Totale carriera | Totale carriera | 46         | 3          |                 | 4               | 0               |                    | -                  | -                  |             | -           | -           | 50     | 3      |        |
| gen.-giu. 2013  | Cadice          | SB              | 19         | 2          | CR              | 0               | 0               |                    | -                  | -                  |             | -           | -           | 19     | 2      |        |
| 2013-2014       | Prat            | SB              | 34         | 4          | CR              | 0               | 0               |                    | -                  | -                  |             | -           | -           | 34     | 4      |        |
| 2014-2015       | Girona          | SD              | 44         | 5          | CR              | 2               | 0               |                    | -                  | -                  |             | -           | -           | 46     | 5      |        |
| 2015-2016       | Girona          | SD              | 40         | 4          | CR              | 0               | 0               |                    | -                  | -                  |             | -           | -           | 40     | 4      |        |
| 2016-2017       | Girona          | SD              | 31         | 2          | CR              | 0               | 0               |                    | -                  | -                  |             | -           | -           | 31     | 2      |        |
| Totale carriera | Totale carriera | Totale carriera | 374        | 42         |                 | 6               | 0               |                    | -                  | -                  |             | -           | -           | 380    | 42     |        |

## Palmarès

### Club

#### Competizioni nazionali
- Campionato boliviano: 1

Bolivar: 2024